# Pueblo (Nueva Jersey)
Un pueblo en el contexto del gobierno local en el estado estadounidense de Nueva Jersey se refiere a uno de los cinco tipos y uno de once formas de gobierno municipal. Aunque un pueblo es a menudo llamado de forma corta como municipio, siendo ambas la misma forma de gobierno.
La Ley Municipal de 1895 (Town Act of 1895) permite a cualquier municipalidad o área con una población que excede los 5,000 habitantes convertirse en un pueblo mediante un proceso de petición o referéndum. En virtud de la ley de 1895, un recién e incorporado pueblo era dividido anteriormente en 3 distritos (wards), con dos concejales por pedanía con un término de dos años, y un concejal at large, también por dos años. El concejal at large tiene el puesto como el presidente del consejo municipal.
La Ley Municipal de 1988 (Town Act of 1988) en la que se modificó totalmente la ley antigua y en la que se aplicó a todos los pueblos incorporados bajo la Ley Municipal de 1875, el alcalde también es el concejal at large, sirviendo por un término de dos años, al menos que se alargue a tres años ya sea por una petición o referéndum. El concejal bajo la Ley Municipal de 1988 consiste en ocho miembros en un término de dos años en la cual dos son elegidos de cada uno de los distritos. Un concejal de los cuatro distritos puede ir a las elecciones cada año. Los pueblos con leyes distintas antes de la Ley Municipal de 1988 pueden tener las antiguas al menos que sean cambiados por petición o por un referéndum.
Otros cambios se hicieron en 1991 con respecto a los gobiernos municipales de los pueblos, donde los votantes votaron para que los alcaldes y concejales puedan tener el cargo por cuatro años.
15 municipalidades de Nueva Jersey tienen cierto tipo de pueblo (town), nueve de la cual tienen la siguiente forma de gobierno: 